# Luc Apers
Luc Apers (1969) is sinds 2000 een Vlaams beroepsartiest die bekendstaat om zijn vingervlugge goocheltrucs. Hij behoort tot de meest vermaarde goochelaars in het cabaret en is een van de weinig goochelaars die omwille van het verhalend karakter van zijn voorstellingen toert in het culturele circuit.
Apers hield zich reeds van zijn 11e levensjaar bezig met goochelen. Hij studeerde aan het Onze-Lieve-Vrouwecollege te Antwerpen waar hij bij bepaalde gelegenheden reeds zijn kunsten liet zien. Vervolgens studeerde hij aan de Faculté Notre Dame de la Paix te Namen en aan de KU Leuven waar hij diploma's behaalde in de rechten en economie. Het duurde tot het jaar 2000, na een periode van 7 jaar als advocaat aan de balie van Antwerpen, dat hij van goochelen zijn beroep van maakte. Met zijn acts won hij diverse nationale en internationale prijzen.
Apers creëert en produceert eigen shows, treedt op in radio- en televisieprogramma's, regisseerde meerdere podiumacts en werkte mee aan televisieprogramma's. Zo is hij de creative consultant en mentor van Nicholas, dat sinds februari 2015 op VTM loopt.
In 2008 maakte Apers een Franstalige versie van zijn voorstelling Double Face, waarmee hij buiten Vlaanderen ging toeren. Na voorstellingen in onder andere de Elzas en het Festival van Avignon waar hij lovende kritieken kreeg, sloot hij 2011 af in Parijs. In die voorstelling vertelt Apers het verhaal van de kleine Paul Cres (anagram van zijn eigen naam) die wil leren goochelen met kaarten. Apers gebruikt in deze voorstelling een camera en live projectie op groot scherm, om het publiek ten volle te laten genieten van wat hij met een eenvoudig stel speelkaarten kan doen terwijl de toeschouwer het gevoel heeft aan een tafeltje recht tegenover de artiest te zitten. Hij doorbreekt zo de grens tussen de close-up acts en de theatrale acts van vele andere illusionisten. Een afgeleide van deze voorstelling loopt sinds 2012 verder in andere Franse steden, onder de benaming La Véritable Histoire de Paul Cres, vaak met lovende kritieken.
Sinds 2014 toert Apers met Leurre de Vérité, een Franstalige voorstelling waarvan hij een Nederlandstalige versie maakte onder de titel Het Uur van de Waarheid. Deze voorstelling vertelt het verhaal van de kleine Luc Feri (anagram van Lucifer) die begiftigd is met een paranormale gave. Door het nabootsen van zogenaamde paranormale effecten door middel van theatertechnieken doorbreekt hij de grens tussen fictie en werkelijkheid: Wat anderen als werkelijkheid naar voor schuiven, zou ook weleens fictie kunnen zijn.

## Cabaret
- The Hustler (2002)
- L'Arnaque (2004), een duo-voorstelling met Angel Ramos Sanchez.
- Triple Espresso (2006), een productie van Musichall
- Double Face (2006), die ook in het Frans werd opgevoerd, ook onder de titel Le manipulateur (2008).
- La véritable Histoire de Paul Cres (2012).
- Leurre de Verité (2014).

## Publicaties
- Le Professionnel, CC Editions.

## Voetnoot
1. ↑  [dode link] Double face in La Provence (24/7/2010)
2. ↑   Luc Apers, le manipulateur de cartes, a enchanté Mosaïque (07/10/2012). Gearchiveerd op 24 september 2015.
3. ↑   Luc Apers a bluffé tout le monde (5/5/2014)